# Куп Хрватске у фудбалу 2008/09.
Куп Хрватске у фудбалу 2008/09 је 18 такмичење хрватског фудбалског купа. Такмичење је почело 27. августа 2008. са првим колом предтакмичења. Титулу брани прошлогодишњи освајач купа Динамо из Загреба.

## Предтакмичење
27. август
| Меч | Домаћин, Место              | Резултат    | Гост, Место                 |
| 1.  | Жмињј, Жмињ                 | 0:2         | Гај, Маче                   |
| 2.  | Мославина Кутина            | 7:0         | Истра Тар, Тар, Тар-Вабрига |
| 3.  | Кроација, Ђаково            | 1:3         | Полет, Бушевац              |
| 4.  | Бјеловар, Бјеловар          | 2:4         | Загора, Унешич              |
| 5.  | Оријент, Ријека             | 1:0         | Раштане, Горње Раштане      |
| 6.  | Новаља, Новаља              | 0:1         | Металац, Сисак              |
| 7.  | Међимурје, Чаковец          | 3:0         | Трогир, Трогир              |
| 8.  | Сухопоље, Сухопоље          | 5:4 пен.    | Крижевци, Крижевци          |
| 9.  | Младост, Церник             | 2:0         | Славија, Плетерница         |
| 10. | Вуковар '91 Вуковар         | 3:2         | Подравина                   |
| 11. | Неделишће, Неделишће        | 1:3         | Карловац, Карловац          |
| 12. | Гарић, Гарешница            | 1:4         | Графичар-Водовод, Осијек    |
| 13. | Младост, Мовле              | 3:4 (прод.) | Конављанин, Чилипи          |
| 14. | Хрватски драговољац, Загреб | 1:0         | Граничар, Жупања            |
| 15. | Лучко, Лучко                | 11:1        | Срачинец                    |
| 16. | Виноградар, Јастребарско    | 1:2         | Ориолик, Ориовац            |

## Шеснаестина финала
Утакмице су одигране 24. септембра 2008.
| Меч | Домаћин, Место              | Резултат | Гост, Место               |
| 1.  | Гај, Маче                   | 1:5      | Динамо, Загреб            |
| 2.  | Металац, Сисак              | 0:6      | Ријека, Ријека            |
| 3.  | Оријент, Ријека             | 1:4      | Хајдук, Сплит             |
| 4.  | Младост, Церник             | 0:1      | Вартекс, Вараждин         |
| 5.  | Полет, Бушевац              | 0:2      | Славен Белупо, Копривница |
| 6.  | Загора, Унешич              | 2:1      | Осијек, Осијек            |
| 7.  | Графичар-Водовод, Осијек    | 1:3      | Загреб, Загреб            |
| 8.  | Сухопоље, Сухопоље          | 1:2      | Цибалија, Винковци        |
| 9.  | Ориолик, Ориовац            | сл.1     | Камен Инград, Велика      |
| 10. | Лучко, Лучко                | 3:5      | Интер Запрешић, Запрешић  |
| 11. | Карловац, Карловац          | 7:6 пен. | Истра 1961, Пула          |
| 12. | Мославина Кутина            | 2:1      | Шибеник, Шибеник          |
| 13. | Вуковар '91 Вуковар         | 0:1      | Приморац, Кострена        |
| 14. | Конављанин, Чилипи          | 1:0      | Белишће, Белишће          |
| 15. | Задар, Задар                | 3:0      | Нафташ ХАШК, Загреб       |
| 16. | Хрватски драговољац, Загреб | 1:0      | Међимурје, Чаковец        |

1 Камен Инград је одустао од такмичења

## Осминафинала
Утакмице су одигране 29. октобра 2008.
| Меч | Домаћин, Место              | Резултат       | Гост, Место               |
| 1.  | Хрватски драговољац, Загреб | 0:6            | Динамо, Загреб            |
| 2.  | Задар, Задар                | 2:2 пенали 6:7 | Ријека, Ријека            |
| 3.  | Конављанин, Чилипи          | 0:2            | Хајдук, Сплит             |
| 4.  | Приморац, Кострена          | 1:0            | Вартекс, Вараждин         |
| 5.  | Мославина, Кутина           | 0:2            | Славен Белупо, Копривница |
| 6.  | Загора, Унешич              | 2:1            | Карловац, Карловац        |
| 7.  | Интер Запрешић, Запрешић    | 0:2            | Загреб, Загреб            |
| 8.  | Ориолик, Ориовац            | 0:4            | Цибалија, Винковци        |

## Четвртфинале
Прве четвртфиналне утакмице одигране су 12. новембра, а реванши 27. новембра.
| Утак. | Клуб, Место        | Укупан резултат | Клуб, Место               | 1. утак. - | 2. утак. - |
| ----- | ------------------ | --------------- | ------------------------- | ---------- | ---------- |
| 1.    | Загора, Унешич     | 2:7             | Динамо, Загреб            | 1:2        | 1:5        |
| 2.    | Хајдук, Сплит      | 0:0 пенали 7:6  | Славен Белупо, Копривница | 0:0        | 0:0        |
| 3.    | Ријека, Ријека     | 4:4 пенали 4:6  | Загреб, Загреб            | 2:2        | 2:2        |
| 4.    | Приморац, Кострена | 2:2 пенали 3:5  | Цибалија, Винковци        | 1:1        | 1:1        |

## Полуфинале
Полуфиналне утакмице одигране су 4. марта и 18. марта.
| Утак. | Клуб, Место    | Укупан резултат | Клуб, Место        | 1. утак. - | 2. утак. - |
| ----- | -------------- | --------------- | ------------------ | ---------- | ---------- |
| 1.    | Загреб, Загреб | 1:6             | Динамо, Загреб     | 0:2        | 1:4        |
| 2.    | Хајдук, Сплит  | 4:1             | Цибалија, Винковци | 4:1        | 0:0        |

## Финале
| Клуб, Место    | Укупан резултат | Клуб, Место   | 1. утак. 13. мај | 2. утак. 28. мај |
| -------------- | --------------- | ------------- | ---------------- | ---------------- |
| Динамо, Загреб | 3:3 пен. 4:3)   | Хајдук, Сплит | 3:0              | 0:3              |

| Освајач Купа Хрватске 2008/09. |
| ------------------------------ |
| Динамо Загреб 10. титула       |

## Финална утакмица

### 1. утакмица
| Домаћи клуб                                 | Резултат | Гостујући клуб |
| ------------------------------------------- | --- | --- |
| НК Динамо Загреб                            | 3—0 (2-0) | ХНК Хајдук Сплит |
| Датум                                       | 13. мај 2009. | 13. мај 2009. |
| Стадион                                     | Стадион Максимир, Загреб | Стадион Максимир, Загреб |
| Гледалаца                                   | 20.000 | 20.000 |
| Судија                                      | Бруно Марић (Дарувар) | Бруно Марић (Дарувар) |
| НК Динамо Загреб (тренер: Крунослав Јурчић) | Бутина, Томачек, Ловрен, Самир (од 90‘ Ибанез, Бадељ (од 77 ‘Чаго, Манџукић, Хрговић, Брбарић, Врдољак, Бишћан (кап.), Сивоњић (од 84‘ Тадић) | Бутина, Томачек, Ловрен, Самир (од 90‘ Ибанез, Бадељ (од 77 ‘Чаго, Манџукић, Хрговић, Брбарић, Врдољак, Бишћан (кап.), Сивоњић (од 84‘ Тадић) |
| ХНК Хајдук Сплит (тренер: Анте Мише)        | Субашић, Шерић, Вејић, Линић, Калинић, Ибричић (од 89‘ Бартоловић), Томасов (од 37‘ Малоча), Габрић, Буљат, Скоко, Панџа (од 30‘ Буљат        | Субашић, Шерић, Вејић, Линић, Калинић, Ибричић (од 89‘ Бартоловић), Томасов (од 37‘ Малоча), Габрић, Буљат, Скоко, Панџа (од 30‘ Буљат        |
| Стрелци                                     | 1:0 Манџукић 13', 2:0 Самир 29', пен., 3:0 Манџукић 57'                                                                                       | 1:0 Манџукић 13', 2:0 Самир 29', пен., 3:0 Манџукић 57'                                                                                       |

## 2. утакмица
| Домаћи клуб                                 | Резултат | Гостујући клуб |
| ------------------------------------------- | --- | --- |
| ХНК Хајдук Сплит                            | 3—0 (0-0) пенали 3—4 | НК Динамо Загреб |
| Датум                                       | 28. мај 2009. | 28. мај 2009. |
| Стадион                                     | Стадион Пољуд, Сплит | Стадион Пољуд, Сплит |
| Гледалаца                                   | 15.000 | 15.000 |
| Судија                                      | Домагој Љубичић (Осијек) | Домагој Љубичић (Осијек) |
| ХНК Хајдук Сплит (тренер: Анте Мише)        | Субашић, Шерић, Вејић, Калинић, Ибричић (од 89‘ Бартоловић), Андрић, Габрић, Бартоловић, Буљат, (од 37‘ Стрнић), Скоко (од 86‘ Росо), Малоча | Субашић, Шерић, Вејић, Калинић, Ибричић (од 89‘ Бартоловић), Андрић, Габрић, Бартоловић, Буљат, (од 37‘ Стрнић), Скоко (од 86‘ Росо), Малоча |
| НК Динамо Загреб (тренер: Крунослав Јурчић) | Бутина, Томачек, Ловрен, Самир, Чаго (90‘ Моралес), Бадељ, Манџукић, Хрговић, Брбарић, Врдољак, Бишћан (кап.), Сивоњић (од 55‘ Томачек)      | Бутина, Томачек, Ловрен, Самир, Чаго (90‘ Моралес), Бадељ, Манџукић, Хрговић, Брбарић, Врдољак, Бишћан (кап.), Сивоњић (од 55‘ Томачек)      |
| Стрелци                                     | 1:0 Калинић 56', 2:0 Бартоловић 58', пен., 3:0 Калинић 57' Пенали                                                                            | 1:0 Калинић 56', 2:0 Бартоловић 58', пен., 3:0 Калинић 57' Пенали                                                                            |